# 籠瀬良明
籠瀬 良明（かごせ よしあき、1911年3月4日 - 2000年12月21日）は、日本の地理学者。

## 略歴
富山県入善町の黒部川扇状地で生まれる。日本大学卒。
日大第三中学校教諭を経て、日本大学文学部助教授、横浜市立大学文理学部教授、日本大学文理学部教授を歴任。1981年に定年退任。
1960年に『わが国に於ける低位生産水田地域の地理学的研究』で日本大学より文学博士の学位を取得。
1990年に『自然堤防の諸類型に関する研究 - 河岸平野と災害』で日本大学より理学博士の学位を取得。
黒部川扇状地研究所名誉所長、日本城郭史学会名誉会長。
地図と現地調査を重視し、平野の水害や土地利用、集落や歴史的変遷の研究を専門とした。（『日本の名随筆』別巻46）

## 著書
- 『東亜十億人の地理』（井田書店） 1943
- 『耕地の地理的研究 その開発と改良』（駿河台出版社） 1953
- 『地図の読み方』（古今書院） 1953
- 『要約人文地理』（旺文社） 1960
- 『高校地理』（日栄社） 1963
- 『少年少女地理 日本の国土 4 中部地方』（偕成社） 1963
- 『標準読図と作業 大縮尺地形図による図解と作業』（古今書院） 1963
- 『地図読解入門』（古今書院） 1971
- 『低湿地 その開発と変容』（古今書院） 1972
- 『自然堤防 河岸平野の事例研究』（古今書院） 1975
- 『黒部川扇状地』（大明堂） 1981
- 『地図を追って 読図重視の現地調査』（古今書院） 1981
- 『大縮尺図で見る平野』（古今書院） 1988
- 『自然堤防の諸類型 河岸平野と水害』（古今書院） 1990
- 『地図の旅愁 谷・野・川と人びと』（古今書院） 1993
- 『北方四島・千島・樺太 地図で語る戦前・戦中・戦後』（古今書院） 1995
- 『大学テキスト地図読解入門』（水嶋一雄編、古今書院） 2009

## 共編著
- 『人文地理難問集』（柾幸雄共編、學生社） 1963
- 『新高校地理』新訂版（真道永次共著、日栄社） 1966
- 『高度成長下の都市と農村 富山平野を中心とする研究』（二神弘, 富山県地理学研究グループ扇状地同人会共著、古今書院） 1970
- 『ニッポン再見 地理学者の見たニッポン像』（谷岡武雄共著、古今書院） 1970
- 『地理B 新しい世界』（真道永次共著、日栄社） 1973
- 『地図の風景』（堀淳一, 山口恵一郎共著、そしえて文庫） 1979 - 1982
- 『変容日本地理』（真道永次共著、古今書院） 1980

## 参考
- 『地図を追って』著者紹介